# Faces & places
Faces & places is (grotendeels) een studioalbum van Joe Zawinul omringd door gastmusici, alsmede ex-leden uit de bands The Zawinul Syndicate en Weather Report. De muziek werd grotendeels opgenomen in de privégeluidsstudio Music Room van de Zawinuls (Joe en Ivan) gelegen in Malibu (Californië). Zawinul stond bekend vanwege zijn eigenzinnige synthesizer- en vocoderklanken en ritmes, maar kon met dit album niet voorkomen dat AllMusic het omschreef als “meer van hetzelfde”.

## Musici
- Joe Zawinul toetsinstrumenten, piano, stem
- Bobby Malach – saxofoon (track 1, 5, 6, 7, 8, 14)
- Victor Bailey – basgitaar (track 1, 6, 7)
- Paco Sery – drumstel en percussie (track 1, 2, 4, 5, 6, 7, 8, 9, 10, 11, 14) gitaar (track 5)
- Etienne Mbappe – stem (track 2, 13) en basgitaar (track 2, 5, 8, 11, 12)
- Alex Acuna – percussie (track 2, 5, 7, 8, 10, 11, 14)
- Dean Brown – gitaar (track 2, 5, 7, 8, 9, 10)
- Harry Kim – trompet (track 2) , flugelhorn (track 5)
- Lester Benedict – trombone (track 2, 5)
- Amit Chatterjee – zang (track 3, 4), gitaar (track 5, 7, 12, 14)
- Zakir Hussain – tablas (track 4)
- Lori, Darlene, Sharon, Carol Perry – zang (track 5, 6, 8), Lori Perry (ook track 10)
- Richard Page – zang (track 6)
- Sabine Kabongo – zang (track 7)
- Richard Bona – zang, basgitaar (track 7, 14)
- Maria Joao – zang (track 9)
- Rudy Regalado – percussie (track 11)
- Nathaniel Townsley – drumstel (track 12)
- Manolo Badrena – percussie (track 12)

## Muziek
| Nr. | Titel                                                           | Duur |
| --- | --------------------------------------------------------------- | ---- |
| 1.  | The search (Joe Zawinul)                                        | 2:03 |
| 2.  | All about Simon (Joe Zawinul, Etienne Mbappe)                   | 4:56 |
| 3.  | Introduction to Tower of silence (Joe Zawinul, Amit Chatterjee) | 1:27 |
| 4.  | Tower of silence (Joe Zawinul)                                  | 6:07 |
| 5.  | The spirt of Julian C Adderley (Joe Zawinul)                    | 5:29 |
| 6.  | Familiar to me (Joe Zawinul, John Lang, Richard Page)           | 4:27 |
| 7.  | Café Andalusia (a day in Tunesia) (Joe Zawinul)                 | 7:12 |
| 8.  | Good day (Joe Zawinul)                                          | 5:09 |
| 9.  | Barefoot beauty (Joe Zawinul, Paco Sery)                        | 6;14 |
| 10. | Rooftops of Vienna (Joe Zawinul)                                | 6:00 |
| 11. | Borges Buenos Aires, part 1 (Joe Zawinul)                       | 4:38 |
| 12. | Borges Buenos Aires, part 2 (Joe Zawinul)                       | 2:35 |
| 13. | Siseya (Joe Zawinul, Etienne Mbappe)                            | 2:35 |
| 14. | East 12th Street Band (Joe Zawinul)                             | 6:16 |

The spirit of Julian “C” Adderley is een eerbetoon aan Cannonball Adderley; Rooftops of Vienna, soortgelijk aan Wenen, Borges Buenos Aires verwijst naar Jorge Luis Borges in Buenos Aires.